# دیوید ابیدور
دیوید ابیدور (انگلیسی: David Abidor؛ زادهٔ ۵ اکتبر ۱۹۹۲) بازیکن فوتبال اهل ایالات متحده آمریکا است.
از باشگاه‌هایی که در آن بازی کرده‌است می‌توان به باشگاه فوتبال دالکورد اشاره کرد.